# بيتو بيريز
بيتو بيريز (بالإسبانية: Beto Pérez)‏ هو راقص كولومبي، ولد في 15 مارس 1970 في كولومبيا.